# 1831.
◄ | 18. stoljeće | 19. stoljeće | 20. stoljeće | ►
◄ | 1800-ih | 1810-ih | 1820-ih | 1830-ih | 1840-ih | 1850-ih | 1860-ih | ►
◄◄ | ◄ | 1828. | 1829. | 1830. | 1831. | 1832. | 1833. | 1834. | ► | ►►
Arhitektura • Astronomija • Biologija • Glazba • Kazalište • Kemija • Kiparstvo • Knjige • Književnost • Kršćanstvo • Meteorologija • Medicina • Politika • Pravo • Promet • Slikarstvo • Šport • Znanost • Željeznički promet

## Događaji
- Osnovana je Matica češka
- Pavao Štoos objavljuje poznatu elegiju "Kip domovine vu početku leta 1831"
- 18. srpnja – Bitka kod Štimlja

## Rođenja
- 19. siječnja – Paul Cézanne, francuski slikar († 1906.)
- 25. siječnja – Štefan Pinter, slovenski pjesnik († 1875.)
- 28. siječnja – Mihovil Pavlinović, hrvatski političar († 1887.)
- 27. veljače – Nikolaj Ge, ruski slikar († 1894.)
- 13. lipnja – James Clark Maxwell, škotski fizičar († 1879.)
- 6. listopada – Richard Dedekind, njemački matematičar († 1916.)
- 4. studenog – Antun Karlo Bakotić, hrvatski fizičar i književnik († 1887.)
- 19. studenog – James A. Garfield, 20. predsjednik SAD-a († 1881.)

## Smrti
- 4. srpnja – James Monroe, američki predsjednik i političar (* 1758.)
- 14. studenog – Georg Wilhelm Friedrich Hegel, njemački filozof (* 1770.)
- 23. prosinca – Emilia Plater, poljsko-litvanska plemkinja i revolucionarka († 1806.)

## Vanjske poveznice
|  | Zajednički poslužitelj ima još gradiva o temi 1831. |